# Фабріс Пуллен
Фабріс Пуллен (фр. Fabrice Poullain, нар. 27 серпня 1962, Алансон) — французький футболіст, що грав на позиції півзахисника, зокрема за «Нант» та «Парі Сен-Жермен», а також за національну збірну Франції.

## Клубна кар'єра
У дорослому футболі дебютував 1979 року виступами за команду «Нант-2», а з 1981 року почав залучатися до складу головної команди «Нанта». Відіграв за головну команду з Нанта наступні чотири сезони своєї ігрової кар'єри. Більшість часу, проведеного у складі «Нанта», був основним гравцем команди.
1985 року уклав контракт з «Парі Сен-Жермен», у складі якого провів наступні три роки своєї кар'єри гравця. Граючи у складі «Парі Сен-Жермен» також здебільшого виходив на поле в основному складі команди.
Протягом 1988—1990 років захищав кольори клубу «Монако», а завершував ігрову кар'єру у «Ніцці», за яку виступав протягом 1990—1991 років.

## Виступи за збірну
1985 року дебютував в офіційних матчах у складі національної збірної Франції.
Загалом протягом чотирирічної кар'єри в національній команді провів у її формі 10 матчів.